# Công ước Montreux về chế độ các eo biển
Công ước Montreux về chế độ của các eo biển Thổ Nhĩ Kỳ là một thỏa thuận năm 1936 cung cấp cho Thổ Nhĩ Kỳ kiểm soát eo biển Bosporus và Dardanelles và quy định việc vận lưu thông qua eo biển này của tàu chiến hải quân. Công ước cho Thổ Nhĩ Kỳ toàn quyền kiểm soát eo biển và bảo đảm tự do đi lại của tàu dân sự trong thời bình. Công ước quy định hạn chế sự di chuyển của các tàu hải quân không thuộc các quốc gia quanh Biển Đen. Các điều khoản của công ước đã là nguồn gốc của tranh cãi trong những năm qua, đáng chú ý nhất liên quan đến truy cập quân sự của Liên Xô tới Địa Trung Hải.
Được ký ngày 20 tháng 7 năm 1936 tại lâu đài Montreux ở Thụy Sĩ, công ước cho phép người Thổ Nhĩ Kỳ tái quân sự hóa eo biển. Nó có hiệu lực vào ngày 09 tháng 11 năm 1936 và được đăng ký tại Danh mục hiệp ước Hội Quốc Liên ngày 11 tháng 12 năm 1936. Hiện nay nó vẫn còn hiệu lực, với một số sửa đổi.
Dự án đề xuất Kanal İstanbul thế kỷ 21 có thể tạo thành một hành động bỏ qua Công ước Montreux và thúc đẩy quyền tự chủ lớn hơn cho Thổ Nhĩ Kỳ đối với sự di chuyển của tàu quân sự từ Biển Đen tới Biển Marmara.

## Bối cảnh

Eo biển Bosporus
Eo biển Dardanelles

Công ước này là một trong một loạt các thỏa thuận trong các thế kỷ 19 và 20 mà tìm cách giải quyết lâu dài "Vấn đế Eo biển" ai sẽ kiểm soát các kết nối quan trọng chiến lược giữa Biển Đen và Địa Trung Hải. Năm 1923, Hiệp ước Lausanne đã phi quân sự hóa Dardanelles và mở các eo biển cho giao thông dân sự và quân sự không giới hạn, dưới sự giám sát của Ủy ban Quốc tế các eo biển của Hội quốc liên.
Vào cuối thập niên 1930, tình hình chiến lược ở Địa Trung Hải đã thay đổi với sự nổi lên của phát xít Ý, kiểm soát các đảo Dodecanese có người Hy Lạp sinh sống ngoài khơi bờ biển phía tây của Thổ Nhĩ Kỳ và có các công sự được xây dựng trên Rhodes, Leros và Kos. Người Thổ sợ rằng Ý sẽ tìm cách khai thác quyền đi qua eo biển để mở rộng quyền lực của họ vào Anatolia và khu vực Biển Đen. Cũng có những lo ngại về tái vũ trang Bungari. Mặc dù Thổ Nhĩ Kỳ đã không được phép củng cố lại eo biển, tuy nhiên nước này đã thực hiện một cách bí mật.
Trong năm 1935, chính phủ Thổ Nhĩ Kỳ đã gửi một công hàm ngoại giao dài đến các bên ký kết Hiệp ước Lausanne đề xuất một cuộc họp về các thỏa thuận của một chế độ mới đối với eo biển và yêu cầu Hội quốc liên ủy quyền cho việc tái thiết các pháo đài Dardanelles. Trong công hàm, bộ trưởng ngoại giao Thổ Nhĩ Kỳ Tevfik Rüştü Aras giải thích rằng tình hình quốc tế đã thay đổi rất nhiều kể từ năm 1923.